# حسین قائنی
حسین قاینی از اولین داعیان اسماعیلیه در قرن پنجم هجری در ایالت قهستان بود. وی به «شیخ الجبل» (پیر کوهستان) معروف بود و جزئی از داعی الدعات، به همین خاطر پس از تحکیم قدرت در اسماعیلیان الموت، حسن صباح او را در سال ۴۸۴ هجری به زادگاهش قهستان فرستاد تا در آنجا به تبلیغ اسماعیله بپردازد. او موفق شد در همان سال قلعه را به تصرف اسماعیلیان ایران درآورد و قلعه کوه قاین را به دومین مرکز اسماعیلیان تبدیل کرد. پس از حدود یک سال در سال ۴۸۵ هجری وی موفق شد قلعهٔ دره (درح) را نیز که در نزدیکی قلعه مؤمن‌آباد قرار داد به تصرف اسماعیلان درآورد. می‌توان گفت وی در گسترش کیش اسماعیلی بسیار تأثیرگذار بوده‌است.
با کشته شدن حسین قاینی اسماعیلیان یکی از زیرک‌ترین رهبران خود را از دست دادند.